# نظريات المؤامرة حول اغتيال إسحاق رابين

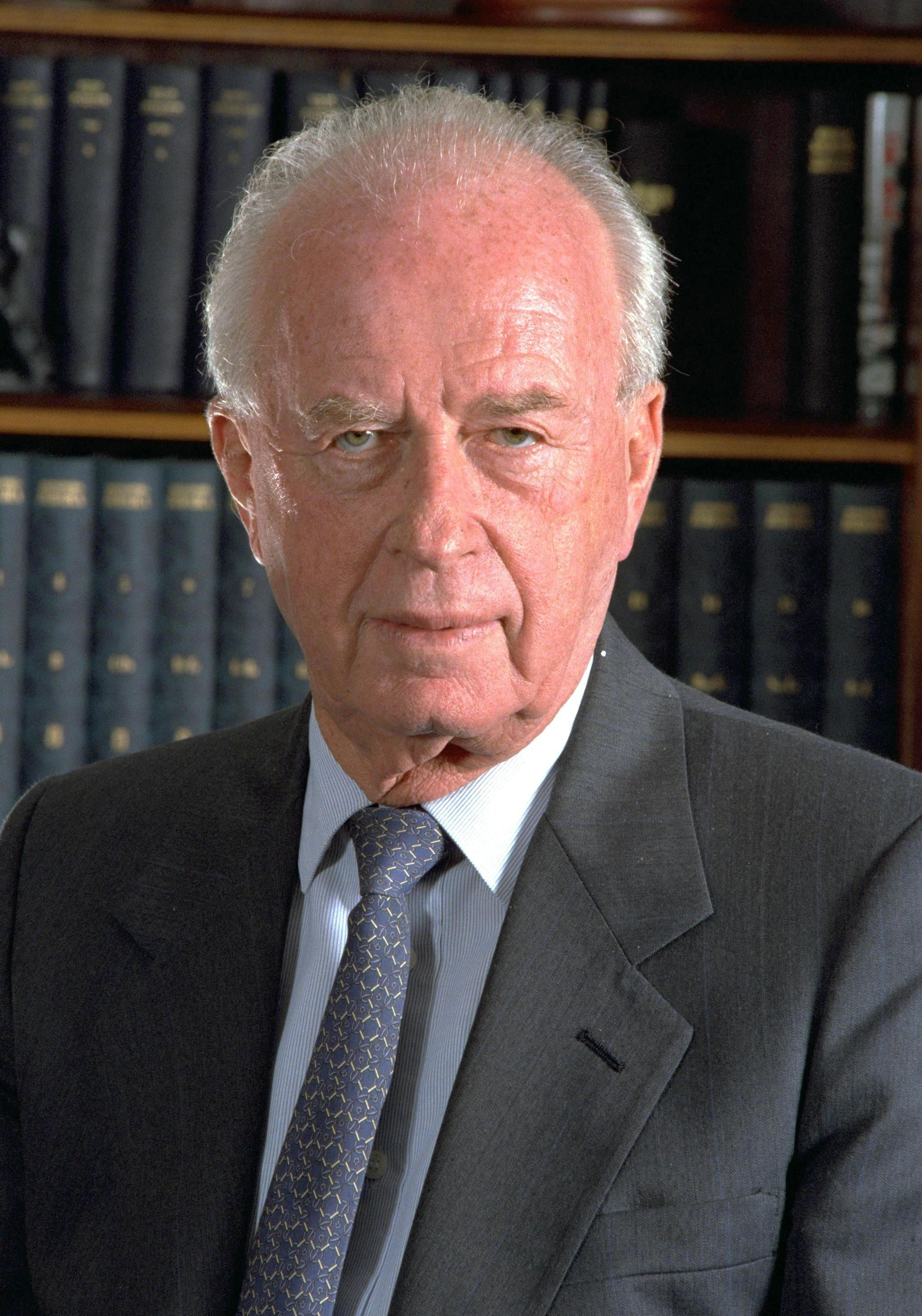

انبثقت نظريات المؤامرة حول اغتيال إسحاق رابين فور اغتيال رئيس الوزراء الإسرائيلي إسحاق رابين في 4 نوفمبر 1995. ألقى الحشد المجتمع حينها القبض على المسلح إيجال عامير في غضون ثوان، وهو طالب يهودي إسرائيلي. توفي رابين في وقت لاحق على طاولة العمليات الجراحية في مستشفى ايخيلوف، بينما اعترف عامير باغتيال رابين.
وصفت وسائل الإعلام الحادثة بأنها قضية محسومة وواضحة النتائج، وخلصت لجنة شمغار الوطنية للتحقيق حالها حال المحكمة إلى الاستنتاج نفسه إذ وُجد عامير مذنبًا بارتكاب جريمة قتل. على أي حال، ظهرت مزاعم تفيد بوجود بعض التناقضات في الأدلة، في كل من السجلات الطبية وشهادة التحقيق. أُدرجت هذه الادعاءات والشكوك ضمن نظريات يسارية عدّة، وكان لها ظهور أكبر في نظريات المؤامرة اليمينية.

## ادعاءات المؤامرة
تضمنت نظريات المؤامرة جزءًا من الادعاءات التالية أو كلّها، في حين عارض آخرون بشدة هذه الاستنتاجات.
- تشير تقارير الشرطة إلى العثور على البارود على جسم رابين وملابسه، ما يشير إلى إطلاق النار عليه من مسافة قريبة، إذ ينتقل البارود بضع بوصات فقط قبل انتشاره في الهواء. تبعًا للرواية الرسمية، أطلق عامير النار من مسافة بعيدة لا تسمح للبارود بالاستقرار على جسم رابين وملابسه.[2][3]
- تحدد تقارير العمليات الجراحية نقطة دخول الرصاصة في الصدر،[4] وهذا ما يتعارض مع تقارير شهود العيان وفيديو كيمبلر، والتي تؤكد إصابة رابين برصاصة في الظهر في أثناء محاولته الهرب من إيجال عامير. يتمثل مصدر هذه المعلومات في رابط لمقطع فيديو بالعبرية، كُتب وتُرجم بصورة غير دقيقة إلى الإنجليزية. على أي حال، لا تتضمن أي من النسختين تلميحًا إلى وجود جرح في الصدر على هيئة فوّهة دخول، بل وجود جرح صغير في الصدر (يتماشى مع كونه جرحًا ناجمًا عن فوهة خروج). يُذكر أن نسختي الفيديو تفيدان بوجود عيارين ناريين بدلاً من ثلاثة.[5][6]
- مشى رابين بعد إصابته بطلقات عامير بطريقة لا تتوافق مع الإصابة بعيار ناري، وهو أمر مستحيل في حال تحطم الفقرات في عموده الفقري.[7]
- تصف السجلات الطبية كلها الجروح بطريقة «تختلف تمامًا» في طبيعتها عن تلك المذكورة في تقرير لجنة شمغار الرسمية. قال البعض إن التوصيف الطبي لحالة رابين يتغير فجأة.
- رأى طبيب مجهول استشاره باري شاميش أن رابين «أُصيب بأول جرحين في الصدر والبطن قبل وصوله إلى المستشفى، بينما يبدو أن الرصاصة الثالثة التي تسببت في جرح أمامي في الصدر، قد أصابته بعد دخوله المستشفى»، و«من غير المعقول عدم إصابة رابين بأي أذية في العمود الفقري، إذ كان أعضاء الفريق الجراحي الست ماهرين للغاية ما يؤكد استحالة خطئهم جميعًا في هذا الأمر».[8][9]
- شهد ثلاثة من ضباط الشرطة الذين كانوا موجودين في موقع الحادثة «بعدم وجود علامات ظاهرة على إصابة رابين بجروح عند وضعه في السيارة».[10]
- استغرق موكب رابين 22 دقيقة للوصول إلى المستشفى، على الرغم من وجود سائق ذي خبرة عالية خلف المقود، بالإضافة إلى تطويق الشوارع. تبلغ المسافة بين مسرح الجريمة والمستشفى خمس دقائق سيرًا على الأقدام.[11]
- لم تتطابق نتائج اختبارات المقذوفات التي أجرتها الشرطة على أغلفة المقذوفات التي عُثر عليها في مكان الحادث مع بندقية عامير.[12]
- لم يُعثر على بقايا بارود على يدي عامير أو ملابسه أو شعره، وهذا ما يتناقض مع حقيقة أن مُطلق الرصاص الحقيقي سيحمل حتمًا بقايا البارود عليه، على عكس ما يحدث عند إطلاق الأعيرة النارية الفارغة.
- لم يُشاهد أي دم عائد إلى رابين في مكان الحادث، على الرغم من الجروح التي أصابت رئته وطحاله، ولم يُعثر على أي دم لاحقًا في موقع الحادثة، ما يتناقض مع أقوال الشهود التي تصف «تدفق الدم» من جرح في الصدر عند الوصول إلى المستشفى. [13][14]
- ذكر بعض الشهود أنهم سمعوا صياح أحدهم قائلًا: «لم يحدث شيء... إنها طلقات فارغة. إنها لعبة على شكل مسدس».
- شهد أحد عملاء جهاز الأمن العام (الشاباك) قائلًا: «سمعت أحد عناصر الشرطة يصرخ في الناس ليهدئ من روعهم ويقول إن الرصاصة فارغة».
- قال الشرطي موشيه إيفرون: «لم يكن صوت الطلقات طبيعيًا، لو كانت طلقات حقيقية، لكان صوتها أعلى بكثير».[15]
- قالت ليا رابين إن أحد عناصر الأمن أخبرها فور وقوع الحادث أن الرصاصات التي أُطلقت على زوجها كانت «طلقات فارغة». قالت أيضًا إن رئيس الأمن الإسرائيلي أخبرها «ألا تقلق لأن الأمر برمته مُدبّر».[16][17][18]
- لم يصمت عامير الذي عمل لصالح الشاباك في لاتفيا قبل عامين من جريمة القتل، إذ علّق في جلسة المحكمة قائلًا: «إذا أردت قول الحقيقة كاملةً، سوف ينهار النظام بأكمله. أعرف ما يكفي لتدمير هذا البلد».
- أكّد ناحوم شهاف، فيزيائي إسرائيلي كان له دور بارز في قضية محمد الدرة، امتلاكه أدلةً فوتوغرافيةً تُثبت احتجاز الشخص الخطأ في قضية الاغتيال، وألقى باللوم على مؤامرة برئاسة شمعون بيريز، الذي تولى منصب رابين كرئيس للوزراء وأصبح فيما بعد رئيسًا لإسرائيل. [19][20]

## انتقادات نظريات المؤامرة
توجد ثلاثة أنواع من الانتقادات الموجهة إلى نظريات المؤامرة؛ يدحض أشيعها دون تمييز الادعاءات المطروحة في سياق نظريات المؤامرة أو تلك التي ينادي بها دُعاة المؤامرة، ويشير إلى ابتعاد النظريات عن الثقافة السياسية الإسرائيلية والعلاقات الاجتماعية والأحداث التاريخية. لا يُعتبر هذا النوع من النقد بالضرورة ذا «لون» سياسي محدد وقد يشير إلى نظريات المؤامرة اليمينية واليسارية على حد سواء. تركز الأصوات الناقدة الأخرى بصورة تامة على النظريات اليمينية الأكثر شيوعًا.
يهاجم النوع الثاني من الناقدين، ومعظمهم من اليسار الإسرائيلي، وجود مثل هذه النظريات ويعتبرونها إنكارًا لما يصفوه «بالمسؤولية» اليمينية عن جريمة القتل، إذ تتجلى هذه «المسؤولية» عبر خلق بيئة معادية بصورة متطرفة لرئيس الوزراء الراحل، حيث كان إيجال عامير وشركاؤه المباشرون حجاي عامير ودرور اداني مجرد مجموعة صغيرة من الممثلين.
يدّعي نوع ثالث من الانتقادات التي يتبناها نشطاء اليمين أن معظم المؤيدين اليمينيين لنظرية المؤامرة يحرجون اليمين الإسرائيلي عبر دعم النظريات الهامشية التي تفتقر إلى دليل يُثبت صحتها. ووفقاً لهذا النوع من الانتقاد، يعمد دعاة المؤامرة إلى محاولة إبعاد النقاش حول مسؤولية ما يسموه «مرتكب جرائم أوسلو». استنتج هؤلاء النقاد اليمينيون أن دُعاة المؤامرة اليمينيين يخدمون أهداف اليسار الإسرائيلي.